# Grande Rivière Noire
Grande Rivière Noire är en ort i Mauritius.   Den ligger i distriktet Black River, i den västra delen av landet, 26 km sydväst om huvudstaden Port Louis. Antalet invånare är 2 361.
Terrängen runt Grande Rivière Noire är kuperad åt sydost, men västerut är den platt. Havet är nära Grande Rivière Noire åt nordväst. Runt Grande Rivière Noire är det ganska glesbefolkat, med 36 invånare per kvadratkilometer. Närmaste större samhälle är Beau Bassin, 18,3 km nordost om Grande Rivière Noire. I omgivningarna runt Grande Rivière Noire växer i huvudsak städsegrön lövskog.